# Acaulon dertosense
Acaulon dertosense är en bladmossart som beskrevs av C. Casas et al. 1986. Acaulon dertosense ingår i släktet pygmémossor, och familjen Pottiaceae. Inga underarter finns listade i Catalogue of Life.